# 永林斯特
永林斯特（德语、法语：Junglinster）是卢森堡中部的一个市镇，其名称来自市镇内的主要城镇永林斯特，属于格雷文马赫县。 
1979年1月1日，旧市镇罗当堡并入永林斯特。 
2018年，该市镇人口中有64.11％拥有卢森堡国籍，移民人口国籍中占比重最大的五个为葡萄牙（7.77％）、法国（5.12％）、德国（3.88％）、比利时（3.27％）和英国（1.91％）。 
该市镇内拥有两个世界上功能最强大的长波发射机，较早的发射机自1933年以来就位于永林斯特以北，而功能更强大的长波发射机则自1972年以来位于贝德韦勒（Beidweiller）。这些发射机被卢森堡广播电台所用，该广播电台在1930年代以及1960年代和1970年代广获英国和爱尔兰的观众的青睐，并用于绕开限制性广播法的流行节目，尤其是在英国。 这使永林斯特在海盗电台的历史中发挥了重要作用。RTL（法语无线电）仍在使用这些发射机。 

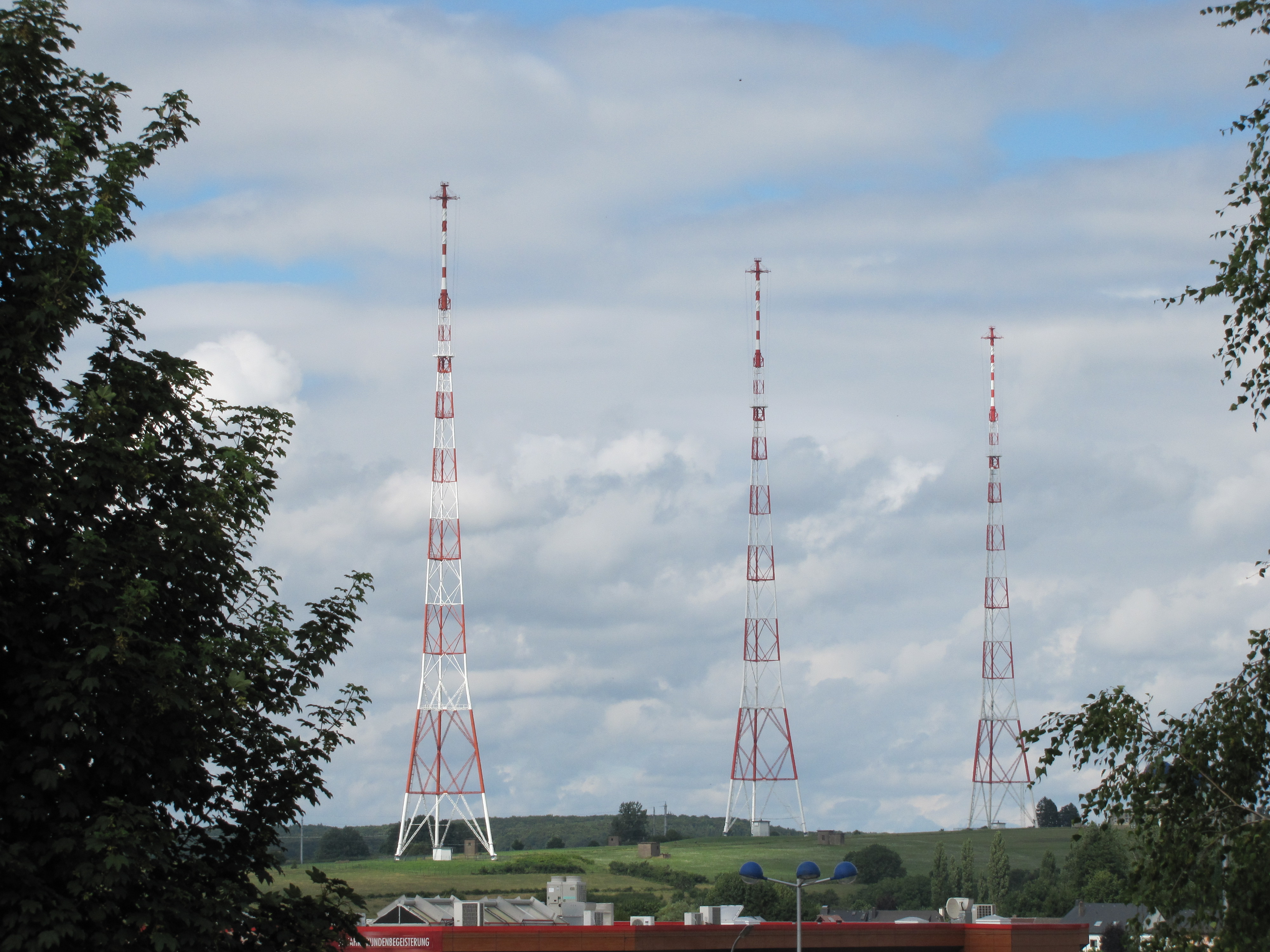
永林斯特的发射机

## 姊妹城市
永林斯特与下列城市为友好关系：
- 德国 于德斯多夫